# Dallas Keuchel
Dallas Keuchel, född den 1 januari 1988 i Tulsa i Oklahoma, är en amerikansk professionell basebollspelare som är free agent. Keuchel är vänsterhänt pitcher.
Keuchel har tidigare spelat för Houston Astros (2012–2018), Atlanta Braves (2019), Chicago White Sox (2020–2022), Arizona Diamondbacks (2022) och Texas Rangers (2022) i Major League Baseball (MLB). Han vann World Series med Astros 2017 och har tagits ut till MLB:s all star-match två gånger. Han har vunnit en Cy Young Award och fem Gold Glove Awards.

## Karriär

### College
Keuchel studerade vid University of Arkansas och spelade för skolans basebollag Arkansas Razorbacks under tre säsonger 2007–2009. Han förbättrade sin earned run average (ERA) varje säsong, från 5,88 till 4,58 till 3,92.

### Major League Baseball

#### Houston Astros

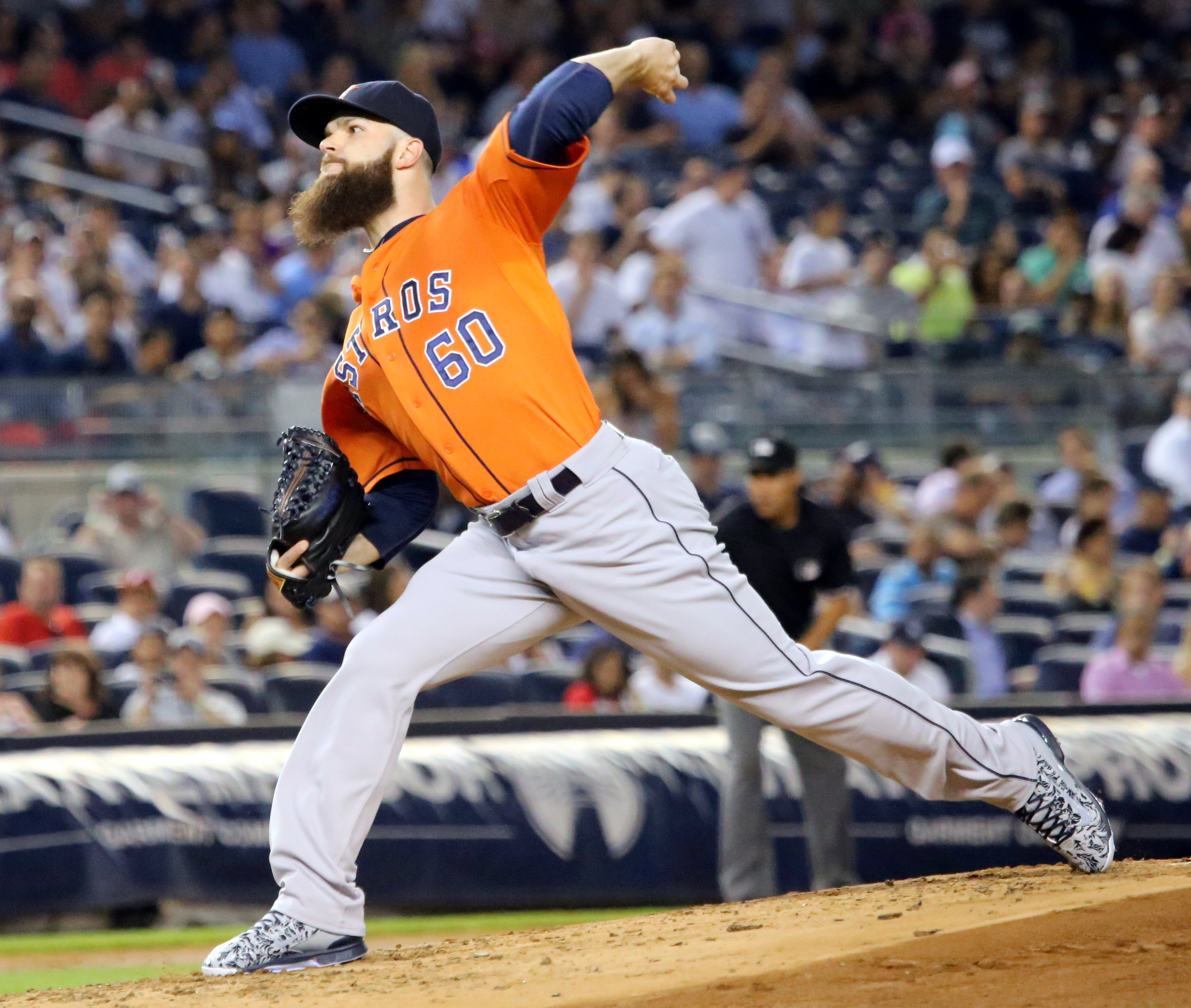
Keuchel under en match i augusti 2015.

Keuchel draftades av Houston Astros 2009 som 221:a spelare totalt och redan samma år gjorde han proffsdebut i Astros farmarklubbssystem. Han debuterade i MLB den 17 juni 2012.
Efter två mediokra säsonger spelade Keuchel mycket bättre 2014, då han var 12–9 (tolv vinster och nio förluster) med en ERA på 2,93. Hans fem complete games var bäst i American League och han vann sin första Gold Glove Award som den bästa defensiva pitchern i ligan. Året efter slog han igenom på allvar och vann American Leagues Cy Young Award, priset till ligans bästa pitcher, efter en säsong där han var 20–8 med en ERA på 2,48. Han var bäst i American League i vinster, innings pitched (232,0) och walks + hits per inning pitched (WHIP) (1,02) samt delat bäst i shutouts (två) och fick äran att starta all star-matchen för American Leagues lag. Han vann även sin andra raka Gold Glove Award.
Keuchel kunde inte upprepa succén 2016 (9–12, 4,55 ERA), men vann i alla fall sin tredje raka Gold Glove Award. Han spelade bättre igen 2017 (14–5, 2,90 ERA), och togs ut till all star-matchen för andra gången. Astros gick hela vägen och vann World Series med 4–3 i matcher över Los Angeles Dodgers. Ett par år senare avslöjades det dock att en del av Astros spelare hade fuskat under den säsongen genom att på ett otillåtet sätt avläsa motståndarnas tecken mellan catchern och pitchern och Keuchel bad offentligt om ursäkt.
Under 2018 års säsong startade Keuchel 34 matcher, delat flest i American League. Han var 12–11 med en ERA på 3,74. Han vann sin fjärde Gold Glove Award på fem säsonger. Efter säsongen blev han free agent för första gången.

#### Atlanta Braves
Keuchel hade inledningsvis problem att hitta en klubb som var villig att skriva kontrakt med honom, eftersom det skulle ha inneburit förlust av ett draftval. Denna konsekvens försvann i samband med MLB:s draft i början av juni och då skrev han på för Atlanta Braves i form av ett ettårskontrakt värt 13 miljoner dollar. Under det som var kvar av säsongen var han 8–8 med en ERA på 3,75. Efter säsongen blev han free agent igen.

#### Chicago White Sox
Inför 2020 års säsong skrev Keuchel på ett treårskontrakt värt 18 miljoner dollar per år med Chicago White Sox. Kontraktet innehöll en möjlighet för klubben att förlänga kontraktet ett år till för 20 miljoner dollar. Under den av covid-19-pandemin kraftigt förkortade säsongen 2020 var han 6–2 med en ERA på 1,99. Han tillät bara 0,28 homeruns per 9 innings pitched, vilket var bäst i American League. Det gick inte lika bra 2021, då Keuchel var 9–9 med en ERA på hela 5,28, sämst dittills under karriären. Han vann dock sin femte Gold Glove Award.
Keuchel inledde 2022 års säsong dåligt och i slutet av maj, då han var 2–5 med en ERA på 7,88, släpptes han av White Sox.

#### Arizona Diamondbacks
En vecka senare skrev Keuchel på ett minor league-kontrakt med Arizona Diamondbacks. Efter ett par matcher för klubbens lägsta farmarklubb debuterade han för Diamondbacks i slutet av juni, men efter bara fyra starter, under vilka han var 0–2 med en ERA på 9,64, togs han bort från spelartruppen och släpptes helt några dagar senare.

#### Texas Rangers
Keuchel fick direkt en ny chans, denna gång av Texas Rangers som skrev ett minor league-kontrakt med honom, och efter några matcher för klubbens högsta farmarklubb debuterade han för Rangers i slutet av augusti. Efter två misslyckade starter (0–2, 12,60 ERA) blev han dock avförd från spelartruppen även av Rangers och därefter släppt helt.